# Кампании и активизъм за животните в индустрията
Кампании и активизъм за животните в индустрията (КАЖИ) е българска неправителствена организация за защита на животните, работеща на национално и международно ниво, със седалище в София. Основана през 2017 г.
Организацията е част от международната коалиция Eurogroup for Animals, както и от Fur Free Alliance, Open Wing Alliance (2019) и Cruelty Free Europe (2022). През 2023 г. КАЖИ получава наградата Geoffrey Deckers Award за работата си по забрана на тестовете върху животни.
Първата кампания за защита на животните на организацията е за забрана на добива на ценни кожи в България.
Други национални кампании, по които КАЖИ работи, включват "Разперени криле", "Да спрем гушенето", "Наука без опитни животни" и "Опитай 22". Организатор е на ежегодното събитие "Бягане за животните".
В международен план КАЖИ е част от европейските граждански инициативи "Край на клетките", "Козметика без жестокост" и "Европа без кожи". Петицията за "Еврокомисар за животните" и др.

## Кампания за забрана добива на ценни кожи в България
През септември 2017 г. КАЖИ публикува кадри от най-голямата ферма за норки в България – тази до с. Маджерито, Старозагорско. Редица медии отразяват исканията за забрана на фермите за кожи и излъчват кадрите в телевизионен ефир. На 24 март 2018 г. се учредява Национална гражданска инициатива за забрана добива на ценни кожи, в чийто Инициативен комитет участват Петя Алтимирска (председател) и Георги Челебиев от КАЖИ, както и Диляна Попова, Мила Бобадова, Любомила Кривошиева, Габриела Пападопова и Даниела Маринова.
Гражданската инициатива входира 51 хил. подписа от български граждани в Народното събрание на 22 юни 2018 г. .
- В началото на май месец 2018 г. се публикува видео в подкрепа на кампанията с известни български личности. В него участват Диляна Попова, Александър Сано, Деян Каменов, Мона Гочева, Люси Дяковска и Радина Кърджилова.[23]
- През юли 2018 г. се внася в Народното събрание отворено писмо в подкрепата на кампанията, подписано от 64 организации за защита на животните и на природата.[24]
- През месец октомври 2018 г. е публикувано проучване на общественото мнение, проведено от МБМД, посочващо, че 65,6% от българските граждани подкрепят „забрана на убиването на животни само за кожите им“.[25]
- На 19 септември 2018 г. Инициативата е разгледана и приета с 20 гласа „за“, без „против“ и „въздържали се“ от Комисията по земеделие и храните към Народното събрание.[26]
- На 27 септември 2018 г. – от Комисията по взаимодействието с неправителствените организации и жалбите на гражданите Инициативата е разгледана и приета с 9 „за“, 1 „против“ и 1 „въздържал се“.[27]
- На 1 ноември 2018 г. – от Комисията по околната среда и водите Инициативата е разгледана и приета с 18 „за“ и без „против“ и „въздържали се“.[28]
- На 19 юни 2019 се провежда протест срещу убиването на животните за техните кожи[29]
- На 13 септември 2019 г. група депутати официално внася законопроекта за забраната в XLIV народно събрание.[30]
- През октомври 2019 в bTV репортерите се излъчва специален филм с участието на КАЖИ.[31] На 4 ноември 2019 БНТ излъчва кратък документален филм за Петя Алтимирска и работата на КАЖИ[32]
- На 26 февруари 2020 - Мълчалив протест пред Министерски съвет[33]
- На 22 март 2022 в София изложба "Влиянието на фермите за ценни кожи" е открита в Националния природонаучен музей при БАН[34].
- На 7 май 2021 г. група депутати официално внася законопроекта за забраната в в Народното събрание в XLV народно събрание.[35]
- На 2 септември 2021 г. група депутати официално внася законопроекта за забраната в в Народното събрание в XLVI народно събрание.[36]
- На 7 февруари 2022 г. КАЖИ изпраща писмо [37] до министъра на околната среда Борислав Сандов с призив за издаване на заповед за забрана на развъждането и вноса на вида "Американска норка" в България поради риска за биоразнообразието в България.
- На 8 април 2022 г. министър Борислав Сандов издаде проект на заповед за забрана на развъждането и вноса на вида "Американска норка" в България[38][39].
- След издаването на заповедта на министър Сандов заповедта е обжалвана от норковъдите и нейното предварително изпълнение е спряно до приключване на обжалването[40]. На 10 февруари 2023 по време на делото по обжалването пред Административния съд София е организирана акция в подкрепа на заповедта.[41][42][43]

- Флашмоб пред Министерски съвет за забрана на фермите за кожи. Юни 2019 г.
- Медийно отразяване на протест пред Министерски съвет срещу фермите за кожи.
- Събиране на подписи за Националната гражданска инициатива за забрана добива на ценни кожи в България. Март-юни 2018 г.
- Марш за забрана на фермите за кожи. Май 2018 г.

## Европейска гражданска инициатива "Европа без ценни кожи"
На 18 май 2022 г. КАЖИ се включва в Европейската гражданска инициатива "Европа без кожи"/Fur Free Europe. За по малко от година са събрани над 77 хиляди подписа от България и общо над 1.7 милиона подписа от граждани на ЕС. Инициативата в България е подкрепена от редица известни личности, а видео с част от тях достига 889 хиляди гледания.

## Бягане за животните
"Бягане за животните" е ежегодно благотворително състезание, организирано от КАЖИ.  То се провежда по повод Световния ден на селскостопанските животни 2-ри октомври и Световния ден за защита на животните 4-ти октомври. Първото издание на бягането е през октомври 2019 г.